# داکتوی
داکتوی (به لاتین: Daktuy) یک منطقهٔ مسکونی در روسیه است که در استان آمور واقع شده‌است.